# Couvent Saint-François de Cervione
Pour les articles homonymes, voir Couvent Saint-François.
Le couvent Saint-François est un couvent situé sur la commune de Cervione dans le département de la Haute-Corse en France.

## Construction

### Origines
En 1506, le pape Jules II autorise les Frères Mineurs de l'Observance à fonder un couvent dans la piève de Campulori. Ce couvent dédié à saint François comme la plupart de ceux de la famille franciscaine, fut érigé, en sa forme première, entre 1506 et 1509 d'après le père Olivesi, en 1507 d'après Colonna, en 1508 d'après Pietro di Rostino.

### Choix du lieu de construction
Le principe de la fondation ne souleva aucune difficulté. Par contre, l'emplacement n'a été choisi qu'après de longues discussions et, d'après Gonzaga, cité par Olivesi, grâce à l'intervention divine. C'est la même histoire que celle de Mahomet réfugié à Médine, laissant un chameau choisir le lieu où bâtir une mosquée.
Les notables du Campulori s'étaient réunis avec des religieux venus spécialement pour l'érection du couvent. Des discussions surgirent au sein de l'assemblée. Les responsables franciscains, sentant la rupture, demandèrent à la population de s'en remettre à la volonté de Dieu qui, sollicitée par des prières, ne pouvait manquer de se manifester. On décida d'une procession solennelle.
Au jour fixé, la longue colonne des Campulurinchi en prière se met en marche. Sur le chemin, un bœuf se tient immobile, nullement effarouché par la multitude. Le père Agostino du Renosu di Tavagna, saisit l'occasion et, par trois fois, au nom de la Sainte Trinité, de la Vierge Marie et de saint François, commande au bœuf de leur montrer le lieu où devait se faire la construction. L'animal s'ébranle, les conduit à pas lents à l'endroit où s'élève aujourd'hui le couvent et refuse d'aller plus loin. « Le site est vraiment monastique, dit Olivesi. De là on découvre une grande plaine et une vaste étendue de mer. L'œil jouit d'une des plus belles (sinon la plus belle) vues de tous les couvents de Corse ».
En effet, en bordure de la RD152, à 1 200 m de Cervione, 1 600 du Favalellu, le couvent a une superbe situation en un lieu ombragé, à proximité d'une source : a funtana di i frati.

### Première construction
La construction première était modeste. En 1584, Mgr Alexandre Sauli s'employa à la restaurer et, peut-être, à l'agrandir, stimulant le père-gardien qui s'alarmait de la lenteur des travaux. « N'ayez crainte, lui disait-il, les travaux seront terminés avant l'expiration de votre charge », ce qui se réalisa grâce à l'arrivée opportune de nombreux secours.
En 1589, l'état du couvent est convenable et Mgr Mascardi, visiteur apostolique, ne formule pas trop de sévères critiques.

### Extensions
Vers 1671, on procède à des extensions pour que la bâtisse puisse recevoir douze religieux. Au début du XVIIIe siècle, il a sans doute acquis ses dimensions définitives et a été entouré de clôtures. C'est alors l'un des plus importants de Corse. Il compte 14 ou 15 religieux et peut en recevoir davantage. Il a 5 655 lires de revenus : un grand jardin (3 545), une châtaigneraie (1 160) et une vigne (950).

## Histoire

### XVIIIesiècle
Après 1729, le couvent va tenir un rôle important dans la révolte contre Gênes. C'est sans doute à cette époque que l'on creuse une citerne dans le coin sud-est de la cour intérieure. Sa présence ne s'explique qu'en prévision d'un siège puisque l'eau de source ne manquait pas hors les murs. Cette citerne a été comblée après la dernière guerre.
À la Révolution française, le couvent est confisqué et affecté au génie militaire mais l'église, qui compte alors sept chapelles latérales, « quelques-unes très belles » dit le rapport Renucci, est conservée au culte.

### XIXesiècle
En 1816, le marquis de Rivière, commissaire extraordinaire du roi, cède le couvent à la commune de Cervione. Cette cession est certainement de courte durée car l'établissement reste propriété du ministère de la Guerre et sert parfois de caserne.
En 1861, le gouvernement achète le domaine de Casabianda et y transfère le pénitencier de Chiavari où la malaria faisait des ravages. La mortalité y est plus forte encore. L'année suivante, le ministère de l'intérieur se fait céder le couvent pour servir de refuge d'été et d'infirmerie au pénitencier. L'état civil de Cervione garde les traces de l'excessive mortalité qui sévissait parmi les prisonniers : 4 décès en 1862, 63 en 1863, 59 en 1864, 80 en 1865, 25 en 1866, 3 en 1867, 33 en 1876, 17 en 1877, 2 en 1878, 5 en, 1879, 12 en 1880 (entretemps, le refuge avait été transféré à Marmanu).
En 1884, le pénitencier ayant été supprimé, l'administration des Domaines est chargée de vendre le couvent. La commune de Cervione voudrait bien l'acheter mais, appauvrie par les ravages du phylloxéra et de l'oïdium, elle dispose de peu de moyens. Elle désire pourtant arrêter l'émigration et sauver son économie. L'acquisition du couvent fait partie d'un plan de régénération. La bâtisse serait louée pour l'élevage de vers à soie, la préparation des feuilles de tabac et la fabrication du vin par un industriel qui achèterait le raisin lorsque les vignes seraient reconstituées. Une lettre du directeur des Domaines, en date du 16 mars 1889, donne son accord pour une vente à l'amiable à condition que l'opération soit déclarée d'utilité publique. Le 18 mai, le conseil municipal adresse une demande en ce sens.
En 1890, Sadi Carnot visite la Corse. Le 10 avril, la municipalité, qui n'a pas encore reçu satisfaction, adresse une requête au préfet pour qu'il la transmette au président de la République. Cette fois, il est encore question de transformer le couvent en un établissement industriel destiné à la préparation première des produits agricoles : distillation des plantes aromatiques, décorticage et cardage de la ramie si sa culture peut être introduite dans le canton. Il s'agissait d'une fibre nouvelle importée de Chine et destinée à la fabrication des billets de banque.
Lorsque, en 1882, les premiers faux billets étaient apparus, la Banque de France s'en était assurée l'exclusivité. Les premiers billets en papier de ramie sortiront deux ans après la requête de la municipalité de Cervione. Hélas ! Ce cri de détresse ne fut pas entendu et le couvent resta propriété nationale.

### XXesiècle
En 1914-1918, il reçut des prisonniers de guerre. En 1939, après avoir abrité le 7e RTM, il servit de centre mobilisateur. Après la guerre, sa vente fut enfin décidée. La municipalité de l'époque n'ayant rien fait pour l'acquérir, il devint la propriété de la société de Saint-Vincent de Paul de Bastia qui l'utilisa pour ses œuvres de jeunesse, avant de le revendre une quarantaine d'années plus tard à la commune de Cervione.

## Aujourd'hui
De nos jours le couvent est utilisé pour diverses animations (foires, concerts, mariages, etc.) et depuis 2005, accueille chaque été le festival international de musique, Jazz au Couvent.